# Forte Alguaizi
O Forte Alguaizi (em árabe: حصن الغويزي, lit. 'Kasr Alghwayzi') é uma das antigas fortalezas em Mucala, a capital de Província Hadramaute, no Iêmen. Ele é considerado uma obra-prima arquitetônica construída no pé de uma rocha, tendo sido projetado para proteger a cidade dos ataques Beduínos.

## História
O Forte Alguaizi é uma das mais importantes fortalezas históricas no Iêmen. Data de 1716, quando os sultões do Emirado de Alcassade governou a área de Hadramaute. O forte está localizado na entrada nordeste da cidade de Mucala, um centro histórico turístico rodeado por um parque público. Fontes históricas indicam que o objetivo de sua criação foi para monitorar os ataques que visavam a cidade de Mucala, na costa do Mar Arábico, a partir da direção do norte, em especial os ataques lançados pelo Sultanato de Catíria ocuparam a cidade atual de Seiune, e os ataques lançados pelo Sultanato de Cuaitia, que estava na cidade de Xaer. A cidade de Mucala, no entanto, foi finalmente tomada por cuaitis em 1881, e a cidade foi designada como capital, não obstante o forte foi mantido e usado contra os outros ondas de ataques vindos do norte por Uádi Dauane, lideradas pelo Líder do Estado Xeque Alamudi. Em 1888, Grã-Bretanha conseguiu estabelecer um protetorado sobre o principado de cuaiti, o maior do território de Hadramaute.

## Arquitetura
O forte consiste de dois andares. O primeiro andar tem várias salas, em que as suas paredes exteriores têm várias janela circulares voltadas para todas as direções. O segundo andar é caracterizado pela sua ampla janela. O telhado de fortaleza é cercada por uma barreira que atinge até 1,5 metros de altura do nível do teto. Os materiais de construção para a barreira eram tradicionalmente pedras. O resto do forte foi construído com palha agredidas, tijolos e um telhado com troncos de palmeiras. Suas paredes externas foram recentemente pintadas com branco de gesso.

## Preservação
Embora muitos arqueólogos têm advertido contra a negligência da fortaleza, que se transformou em uma casa de passarinho e enfrenta sérios danos, em geral, as Autoridades de Antiguidades são incapazes de fazer uma ação séria para a preservação, devido à falta de orçamento para começar o trabalho de restauração. A Comissão afirmou que, se restaurado, ele poderia ser transformado em uma atração turística importante, que gera grande lucro que pode contribuir para a melhoria da província, que precisa de um financiamento substancial para melhorar os seus outros pontos turísticos da mesma forma sujeitos à destruição. Os outros problemas enfrentados pelo Forte Alguaizi hoje é a favela que rodeia o edifício, bem como em muitas casas modernas, rastejando em direção à área adjacente ao forte e ameaçando  seu local atual. A febre do turismo de investimentos pode destruir o forte sob vários pretextos, bem como, dos quais o mais importante é a localização, com vista para a cidade de Mucala. Há uma preocupação com a exploração de sua localização, a fim de construir hotéis ou turístico chalés.

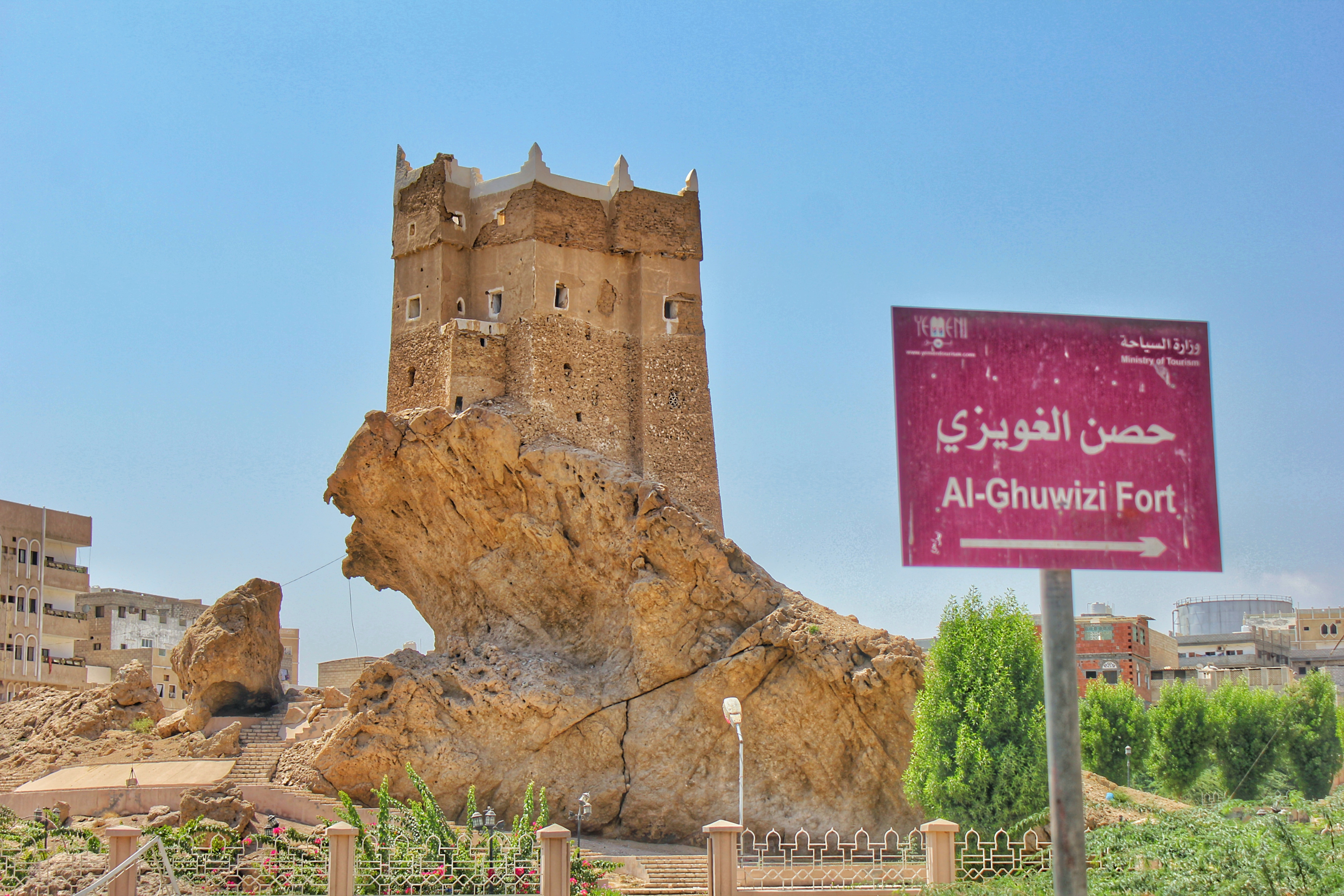
Foto do forte em 2017
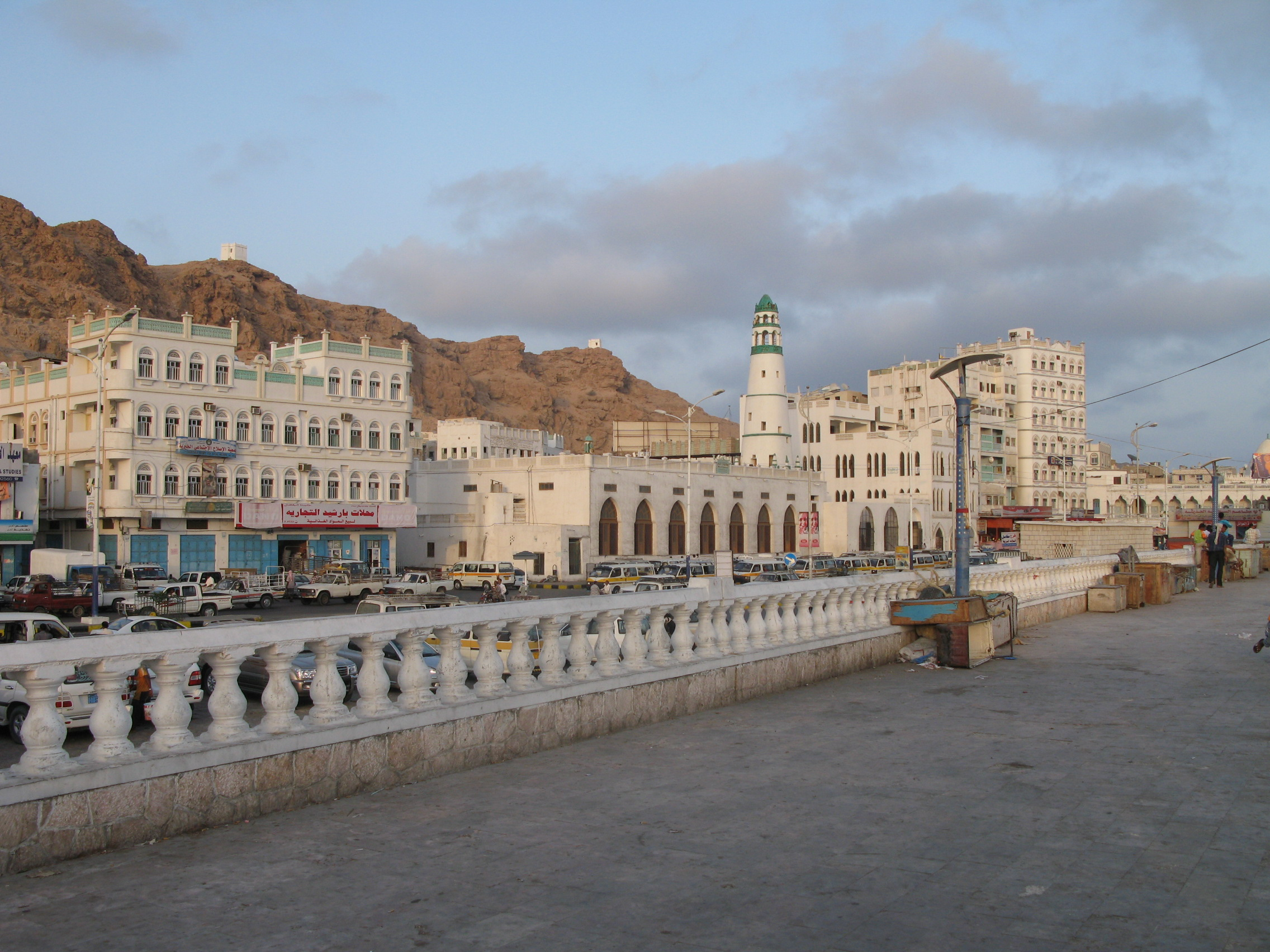
Vista de Mucala